# Kasanski rajon
Der Kasanski rajon (russisch Казанский район) ist ein Rajon in der Oblast Tjumen in Russland.

## Geographie
Der Rajon liegt im Südosten der Oblast Tjumen.
Der Rajon grenzt im Norden an den Ischimski rajon und im Osten an den Sladkowski rajon in der Oblast Tjumen; im Süden an die Audandar Qysylschar und Maghschan Schumabajew im Gebiet Nordkasachstan und im Westen an den Berdjuschski rajon in der Oblast Tjumen. Verwaltungszentrum des Rajons ist das Dorf Kasanskoje.

## Administrative Gliederung
| Selsowets 1. Afonkinski selsowet 2. Bolschejarkowski selsowet 3. Bolschetschentscherski selsowet 4. Dubynski selsowet 5. Gagarjewski selsowet (Tjumen) 6. Iljinski selsowet (Tjumen) 7. Jarowski selsowet 8. Kasanski selsowet (Tjumen, Kasanski) 9. Ognjowski selsowet (Tjumen) 10. Peschnewski selsowet 11. Smirnowski selsowet (Tjumen) 12. Tscheljuskinski selsowet 13. Tschirkowski selsowet (Tjumen) | Administratives Zentrum 1. Kasanskoje |